# Клан Макинтайр
Макинтайр (англ. MacIntyre, гэльск. Mac-an-t-Saoir) — один из кланов горной части Шотландии. Имя MacIntyre означает «сын плотника». Возник в результате длительных родственных связей соседствующих влиятельных кланов Макдональд и Кэмпбелл. Считается, что клан ведет своё происхождение от Моуриса Мак Нила (Maurice Mac Neil), племянника Сомерледа (Somerled), гэло-норвежского предводителя, жившего в  XII веке.
Один из самых известных представителей клана - Дункан Макинтайр, гэльский поэт XVIII века.